# Гренадерка

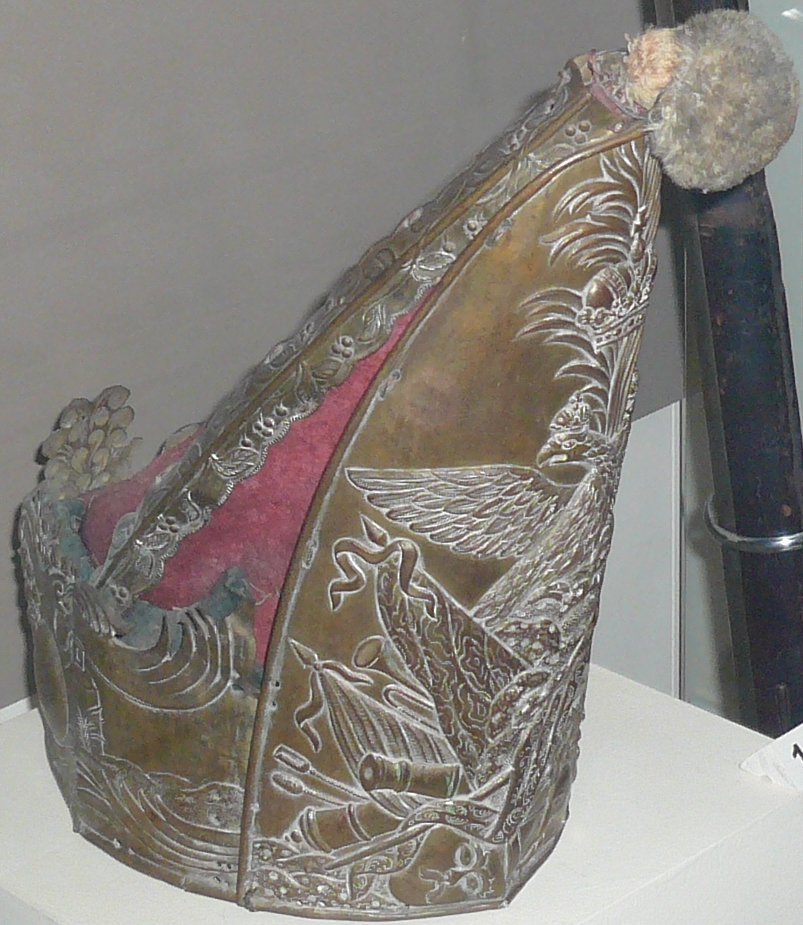
Гренадерка русской армии в Музее истории Азербайджана.

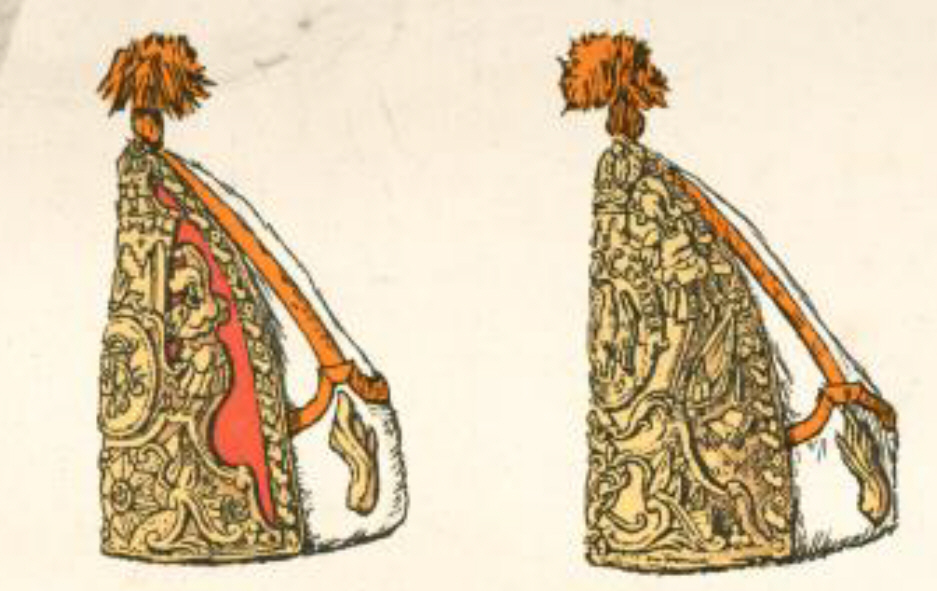
Гренадерские шапки прусской армии XVIII века.

Гренаде́рка или Гренадерская шапка — головной убор формы одежды гренадеров, появившийся в конце XVII века.
Представляла собой конусовидную шапку из ткани с каркасом на основе проволоки или китового уса. Форма головного убора позволяла гренадеру свободно метать гренады (гренадки, ручные гранаты), чего нельзя было сделать в треуголке.

## История
В России со времён Петра I, с 1700 года, и вплоть до Екатерины II конусовидные гренадерки носились только в армейских полках, в гвардии они имели вид кожаных шапок с круглой тульей, горизонтальным назатыльником и небольшим вертикальным налобником.
Описание от 1721 года, см. ниже рисунок гренадер Лейб-Гвардии Преображенского полка, с 1700 года по 1732 год: «Гренадеры носят шапки похожие на шлемы древних Римлян и имеющие вид касок; но оне сделаны не из железа, а из толстой кожи и украшены сзади большим пером  белого и красного цветов, что делает особенно хороший вид, когда их много вместе. Спереди на шляпах у них оловянный, а у офицеров серебряный герб России».
В Пруссии при Фридрихе Великом на передней части матерчатой конусовидной гренадерки стали крепить высокий медный налобник с чеканным изображением государственного герба. Этот фасон гренадерской шапки впоследствии стал главенствующим во всех европейских армиях второй половины XVIII века.
К началу XIX веке конусовидные гренадерки с медным налобником практически выведены из употребления. Тем не менее, в Пруссии их продолжали носить гвардейские гренадеры до начала Первой мировой войны. В России единственным полком, носившим гренадерки вплоть до 1914 года при парадной форме, был лейб-гвардии Павловский полк, получивший данное отличие за мужество и стойкость, проявленные в войне с Наполеоном в период 1806—1807 годов. Эту награду воспел А. С. Пушкин во вступлении к поэме «Медный Всадник»: «…сиянье шапок этих медных, насквозь простреленных в бою».
Гренадерки, обшитые мехом чёрного медведя (амурского), носили гренадеры Роты дворцовых гренадер Вооружённых сил России имперского периода.

## Галерея

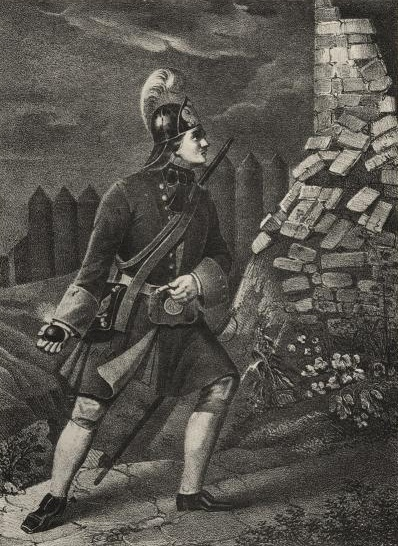
Гренадер Л. Гв. Преображенского полка, с 1700 по 1732 год[5].
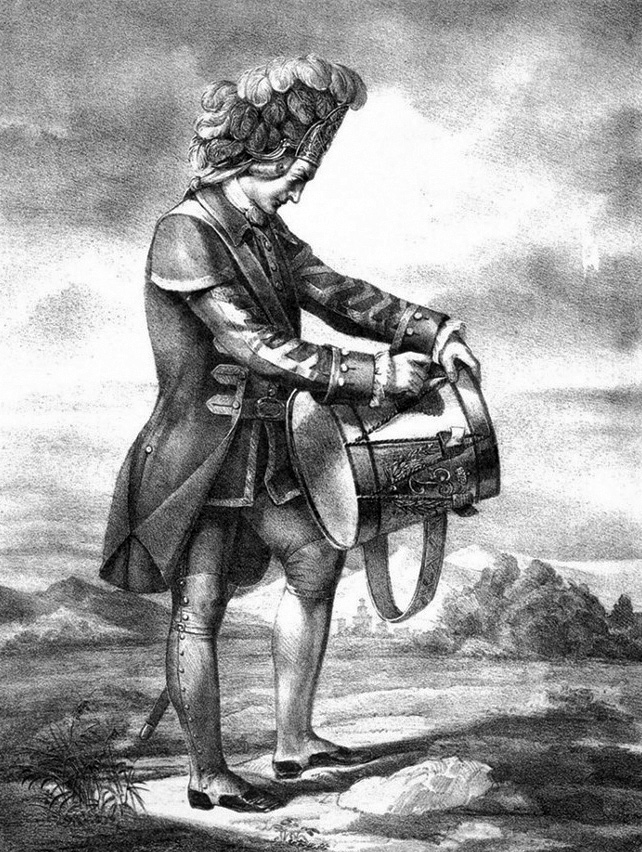
Барабанщик Лейб-Компании, с 1742 до 1762 года.
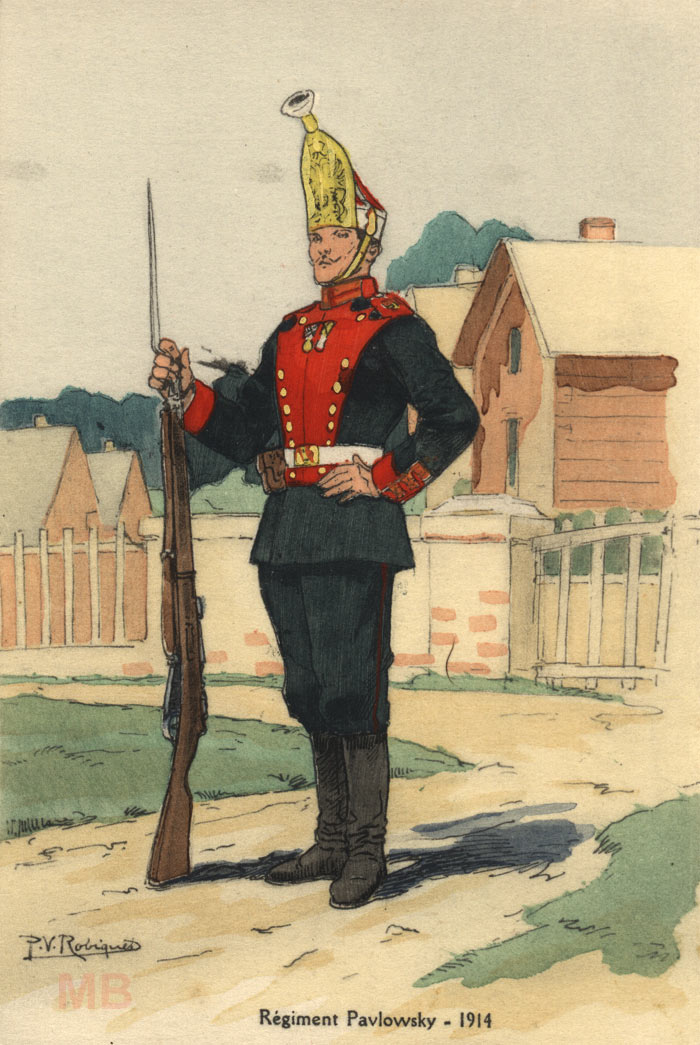
Гренадер, Лейб-гвардии Павловский полк, 1914 год.
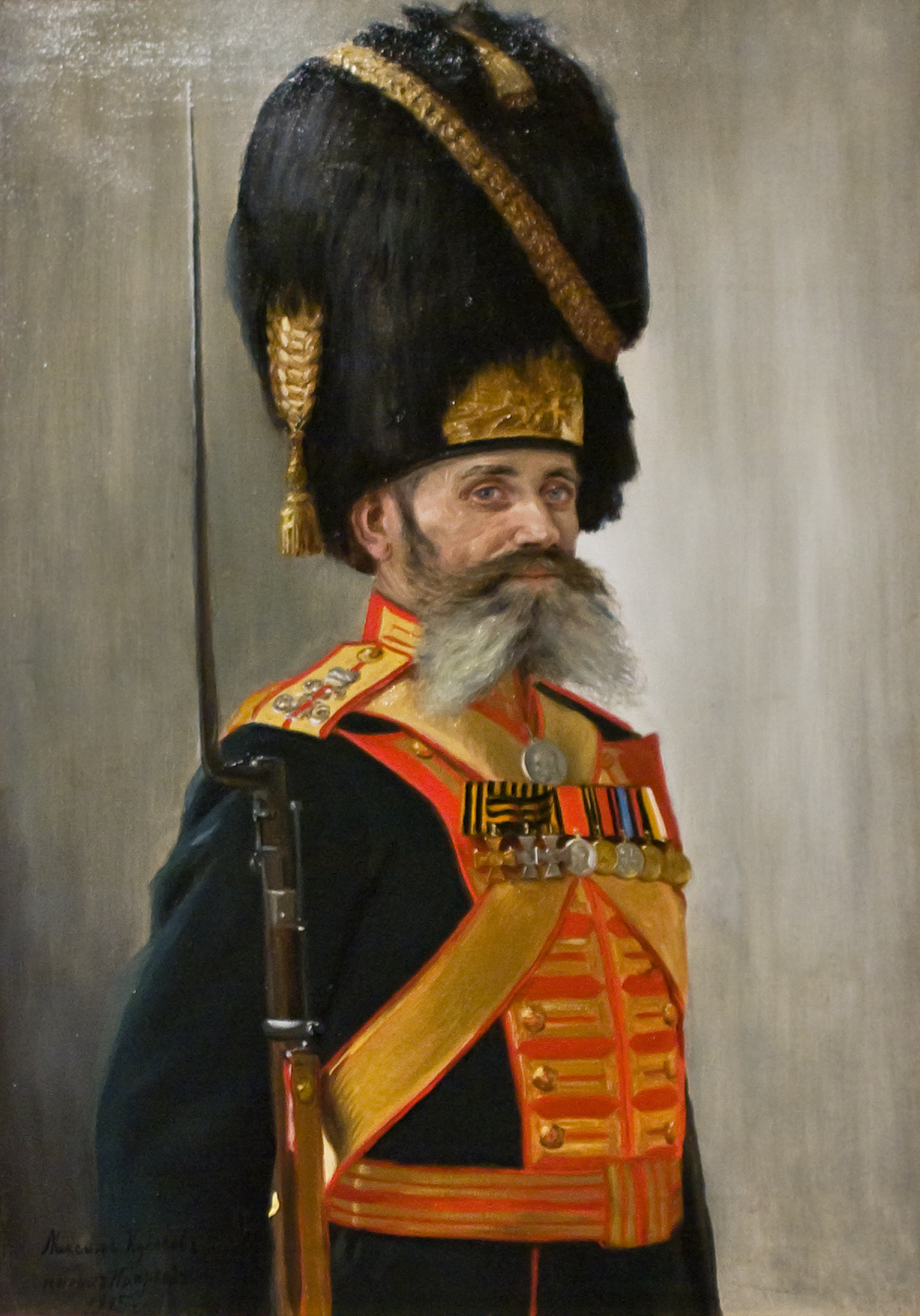
Портрет гренадера Роты Дворцовых Гренадер М. Кулакова. 1915 год.